# Goffredo Wals

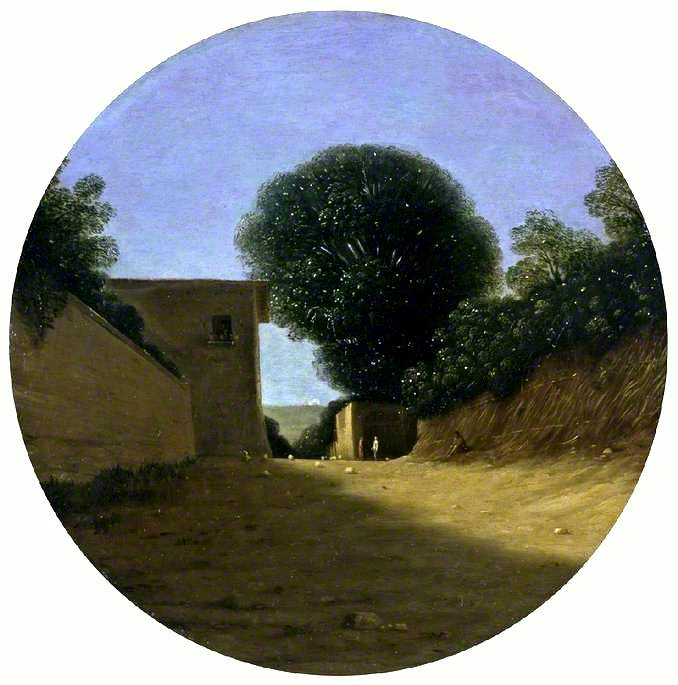
Casa en un camino rural, óleo sobre cobre, 24,5 cm de diámetro, Cambridge, Fitzwilliam Museum.

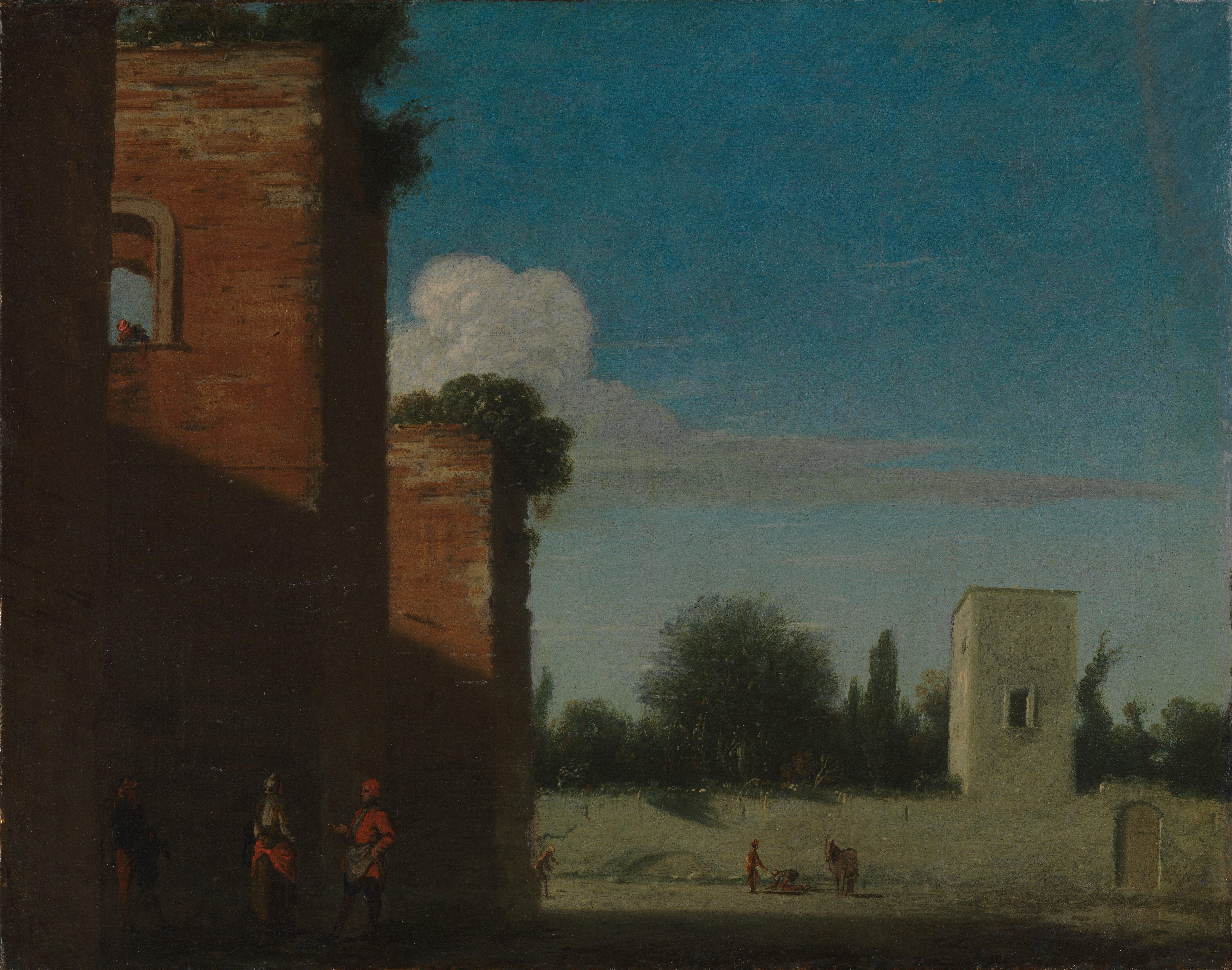
Las murallas de Roma, óleo sobre lienzo, 30,2 x 38 cm, Londres, The National Gallery.

Goffredo Wals (Colonia, c. 1595?-Calabria, c. 1638?) fue un pintor alemán afincado en Italia especializado en la pintura de paisajes.
De biografía y obra mal conocida, hacia 1615 coloreaba láminas en Nápoles. Residió en Roma entre 1616 y 1618, donde habría sido colaborador mejor que discípulo de Agostino Tassi en la pintura al óleo. En el otoño de 1616 denunció por una brutal agresión a Tassi, que fue encarcelado por tal motivo, y pasó a residir con Massimo Stanzione en la misma Roma. Trabajó también en Génova, acogido por Bernardo Strozzi, y en Nápoles. Aquí, según Filippo Baldinucci, tuvo como discípulo hacia 1620 a Claudio de Lorena, de quien habría sido primer maestro. Es posible que fuese Wals quien orientase a Lorena a proseguir su formación en Roma con Tassi, aunque no hay realmente ninguna prueba documental de que Lorena estudiase con Tassi y, según Joachim von Sandrart, le prestase «servicios domésticos». Murió a causa de un terremoto en los años finales de la década de 1630, probablemente el que afectó a Calabria en 1638.
Sus paisajes, casi siempre de pequeño tamaño y a menudo sobre cobre y de formato circular como si de espejos se tratase, carentes de cualquier anécdota, nacen de una atenta observación de la naturaleza que, en sus pequeños formatos, adquiere carácter monumental, lo que, por otra parte, podría constituir la más importante de las enseñanzas que Wals transmitiese a Lorena.